# Lavalade
Lavalade település Franciaországban, Dordogne megyében. Lakosainak száma 105 fő (2022. január 1.). Lavalade Lolme, Marsalès, Saint-Cassien és Rampieux községekkel határos.

## Népesség
A település népességének változása:
| Lakosok száma | 81   | 55   | 63   | 101  | 101  | 87   | 81   | 94   | 100  | 105  |
|               | 1968 | 1982 | 1990 | 2006 | 2013 | 2015 | 2017 | 2019 | 2020 | 2022 |